# Wärmemessdienstleister
Wärmemessdienst oder Wärmemessdienstleister sind gleichbedeutende Bezeichnungen für Unternehmen, die das Erfassen, Abrechnen und Analysieren der Heizkosten übernehmen.

## Dienstleistungen
Wird eine Heizungsanlage gemeinschaftlich für mehrere Einheiten in einem Gebäude genutzt (vor allem etwa Mietwohnungen in einem Mehrfamilienhaus), schreibt die Heizkostenverordnung vor, dass die Gesamtkosten verbrauchsabhängig aufzuteilen sind. Diese Aufgaben übertragen Hauseigentümer und Hausverwaltungen in aller Regel an einen spezialisierten Wärmemessdienst. Dieser stattet die einzelnen Wohn- oder Gewerberäume mit den nötigen Erfassungsgeräten aus, übernimmt mindestens einmal pro Jahr das Erfassen der Verbrauchsdaten (je nach verwendeter Technik zum Beispiel per Funk oder persönlich) und erstellt anhand dieser Daten die verbrauchsgerechte Abrechnung. Da die meisten Wärmemessdienste auch das Erfassen von Warm- und Kaltwasserverbrauch als Service anbieten, gehören zu den Geräten der Wärmemesstechnik neben den Heizkostenverteilern auch Wasserzähler und Wärmezähler.

## Bekannte Messdienste
In Deutschland bekannte Messdienstleister sind beispielsweise die Unternehmen Techem, Ista Deutschland und Brunata-Metrona.